# The Hills of Utah
The Hills of Utah è un film del 1951 diretto da John English.
È un western statunitense con Gene Autry, Elaine Riley, Donna Martell, Onslow Stevens e Denver Pyle.

## Produzione
Il film, diretto da John English su una sceneggiatura di Gerald Geraghty e un soggetto di Les Savage Jr., fu prodotto da Armand Schaefer per la Gene Autry Productions e girato nelle Alabama Hills a Lone Pine, California, nel ranch di Corriganville a Simi Valley e nell'Iverson Ranch a Chatsworth, Los Angeles, California, dal 16 al 26 aprile 1951.

## Distribuzione
Il film fu distribuito negli Stati Uniti dal 30 settembre 1951 al cinema dalla Columbia Pictures.

## Promozione
Le tagline sono:
- GENE'S A DOCTOR ON HORSEBACK! He's packing pills and pistols now!...in Coffin Gap, where a killing a day keeps all other doctors away!
- Hear GENE AUTRY sing: "PETER COTTONTAIL" and 'UTAH"
- Gene's The M.D. In Coffin Gap... where a killing a day keeps all other doctors away!